# Пороминово
Пороминово е село в Югозападна България. То се намира в община Кочериново.

## География и история
Село Пороминово се намира на Рилска река, на 15 км от Благоевград и в близост до Рилския манастир. Само на няколко километра са и Стобските пирамиди. На север граничи със землището на Кочериново, на изток-североизток със Стоб, на изток с махалите Горно и Долно Демирево на село Бистрица, на юг с Дъбрава и на запад с Бараково. Селото е на разстояние 71 km от София.

## Население
Численост и дял на етническите групи според преброяването на населението през 2011 г.:
|                     | Численост | Дял (в %) |
| Общо                | 497       | 100,00    |
| Българи             | 493       | 99,19     |
| Турци               | 0         | 0,00      |
| Цигани              | 0         | 0,00      |
| Други               | 0         | 0,00      |
| Не се самоопределят | 0         | 0,00      |
| Неотговорили        | 3         | 0,60      |

## Климат
Климатът е умереноконтинентален, с горещо лято и в определени периоди студена зима. Селото влиза и в „Натура 2000“.

## Транспорт
Пороминово разполага с редовен автобусен транспорт по линията Благоевград — Рила, като автобусите и от двата града (от автогара Рила и от Държавна автогара Благоевград) тръгват на всеки кръгъл час от 7.00 до 20.00 всеки ден